# شارل الأول، دوق بوربون
شارل الأول، دوق بوربون (بالفرنسية: Charles de Bourbon)‏ (1401 - 4 ديسمبر 1456)؛ هو الابن البكر لـ جان الأول، دوق بوربون وماري، دوقة أوفرن.
كان كونت كليرمون منذ 1424، ودوق بوربون وأوفرن في 1434 إلى وفاته، على الرغم من أنه سيطر على الدوقية قبل ذلك ثمانية عشر سنة، لأنه والده كان مأسور عند الإنجليز منذ معركة أجينكور في 1415.
خدم شارل مع الجيش الفرنسي الملكي خلال حرب المائة عام، وأيضا حفاظ على الهدنة مع شقيق زوجته فيليب الثالث، دوق بورغندي، وأيضا كان حاضراً أثناء تتويج شارل السابع ملك فرنسا، إلا أن بعد ذلك شارك في تمرد ضد الملك بين عامي 1439 و1440 وعند أنتهاء التمرد أُجبر على التسول لرحمة أمام الملك بحيث جرد من بعض أراضيه، وتوفي 1456.

## الزواج والأبناء
تزوج في 1425 من أغنيس من بورغندي أبنة جان الشجاع؛ وأنجبت أحد عشر أبناً:-
1. جان الثاني، دوق بوربون (1488-1426).
2. ماري (1448-1428)؛ تزوجت من جان الثاني، دوق لورين.
3. فيليب (1440-1430)؛ لورد بيوجيو.
4. شارل الثاني، دوق بوربون (1488-1434)؛ رئيس أساقفة ليون، والكاردينال.
5. إيزابيلا (1465-1436)؛ زوجة الثانية لـ شارل الجريء.
6. بيير الثاني، دوق بوربون (1503-1438).
7. لويس (1482-1438)؛ أسقف لييج.
8. مارغريت (1483-1439)؛ تزوجت من فيليب الثاني، دوق سافوي.
9. كاثرين (1469-1440)؛ تزوجت من أدولف، دوق خيلدرز؛ هما سلف ماري، ملكة الاسكتلنديين.
10. جوانا (1493-1442)؛ تزوجت من جان الثاني دي شالون، أمير أورانج.
11. جاكوب (1468-1445)؛ كونت مونتبنسير.

وأيضا لديه بعض الأبناء الغير الشرعيين:-
- لويس؛ كان أحد فرسان القديس ميشيل.
- رينو؛ رئيس أساقفة أربونة.